# Keith Beavers
Keith Beavers (London, 9 de febrero de 1983) es un deportista canadiense que compitió en natación.
Ganó una medalla de bronce en el Campeonato Pan-Pacífico de Natación de 2002, en la prueba de 200 m espalda. Participó en dos Juegos Olímpicos de Invierno, en los años 2004 y 2008, ocupando el séptimo lugar en Pekín 2008, en la prueba de 200 m estilos.

## Palmarés internacional
| Campeonato Pan-Pacífico | Campeonato Pan-Pacífico | Campeonato Pan-Pacífico | Campeonato Pan-Pacífico |
| Año                     | Lugar                   | Medalla                 | Prueba                  |
| ----------------------- | ----------------------- | ----------------------- | ----------------------- |
| 2002                    | Yokohama (Japón)        | Medalla de bronce       | 200 m espalda           |